# Марјан Бургар
Марјан Бургар (Горје, 15. јануар 1952) бивши југословенски биатлонац. Био је члан ШД Партизан Горје из Горја. Први је биатлонац из Југославије који је учествовао на Зимским олимпијским играма 1980. у Лејк Плесиду. Такмичио се у појединачној трци на 20 км, када је освојио 35. место, и у трци спринта на 10 км, у којој је освојио 38. место. Осим тога учестцовао је у тркама Светског првентва у биатлону од 1978—82. године. У истом периоду био је и државни првак.

## Резултати

### Олимпијске игре
|           | Земља       | Дисциплина        | Пласман | Време     | Промашаји   | Заостатак |
| --------- | ----------- | ----------------- | ------- | --------- | ----------- | --------- |
| ЗОИ 1980. | Југославија | спринт 10 км      | 38(50)  | 37:37.7   | 4           | +5:27.0   |
| ЗОИ 1980. | Југославија | појединачно 20 км | 35(49)  | 1:20:11,7 | 6 (0+4+0+2) | +11:55,4  |

### Светско првенство
| Првенство | Место      | Датум             | Дисциплина        | Пласман | Резултат Промашаји |
| --------- | ---------- | ----------------- | ----------------- | ------- | ------------------ |
| СП 1978.  | Хохфилцен, | 4. март 1978.     | спринт 10 км      | 53 (88) | -                  |
| СП 1978.  | Хохфилцен, | 2. март 1978.     | појединачно 20 км | 62 (88) | -                  |
| СП 1979.  | Руполдинг, | 17. фебруар 1979. | спринт 10 км      | 61. (-) | -                  |
| СП 1979.  | Руполдинг, | 15. фебруар 1979. | појединачно 20 км | 45. (-) | -                  |
| СП 1979.  | Руполдинг, | 19. фебруар 1979. | штафета           | 17. (-) | -                  |
| СП 1981.  | Лахти,     | 14. фебруар 1981. | спринт 10 км      | 64. (-) | -                  |
| СП 1982.  | Минск,     | 13. фебруар 1982. | спринт 10 км      | 40. (-) | -                  |